# Ато Болдон
Ато Джабарі Болдон (англ. Ato Jabari Boldon; нар. 30 грудня 1973) — тринідадський легкоатлет, який спеціалізувався в бігу на короткі дистанції.

## Спортивні досягнення
Учасник чотирьох Олімпіад (1992—2004). Срібний (2000) та бронзовий (1996) олімпійський медаліст у бігу на 100 метрів. Двічі бронзовий олімпійський медаліст у бігу на 200 метрів (1996, 2000). Фіналіст (7-е місце) олімпійського естафетного забігу 4×100 метрів (2004).
Чемпіон світу з бігу на 200 метрів (1997). Срібний призер чемпіоната світу в естафеті 4×100 метрів (2001). Двічі бронзовий призер чемпіонатів світу у бігу на 100 метрів (1995, 2001).
Фіналіст (5-е місце) чемпіонату світу у бігу на 100 метрів (1997).
Дворазовий чемпіон світу серед юніорів у бігу на 100 та 20 метрів (1992).
Срібний призер Панамериканських Ігор в естафеті 4×100 метрів (2003).
Чемпіон Ігор Співдружності у бігу на 100 метрів (1998).
Багаторазовий чемпіон та рекордсмен країни у спринтерських дисциплінах.